# Grewia geayi
Grewia geayi är en malvaväxtart som beskrevs av R. Viguier. Grewia geayi ingår i släktet Grewia och familjen malvaväxter. Inga underarter finns listade i Catalogue of Life.